# Intendantur
Die Intendantur war eine militärische Verwaltungsbehörde, welche die Truppe in allen materiellen Bedürfnissen (außer Waffen und Munition) zu versorgen hatte. 

## Gliederung und Unterstellung

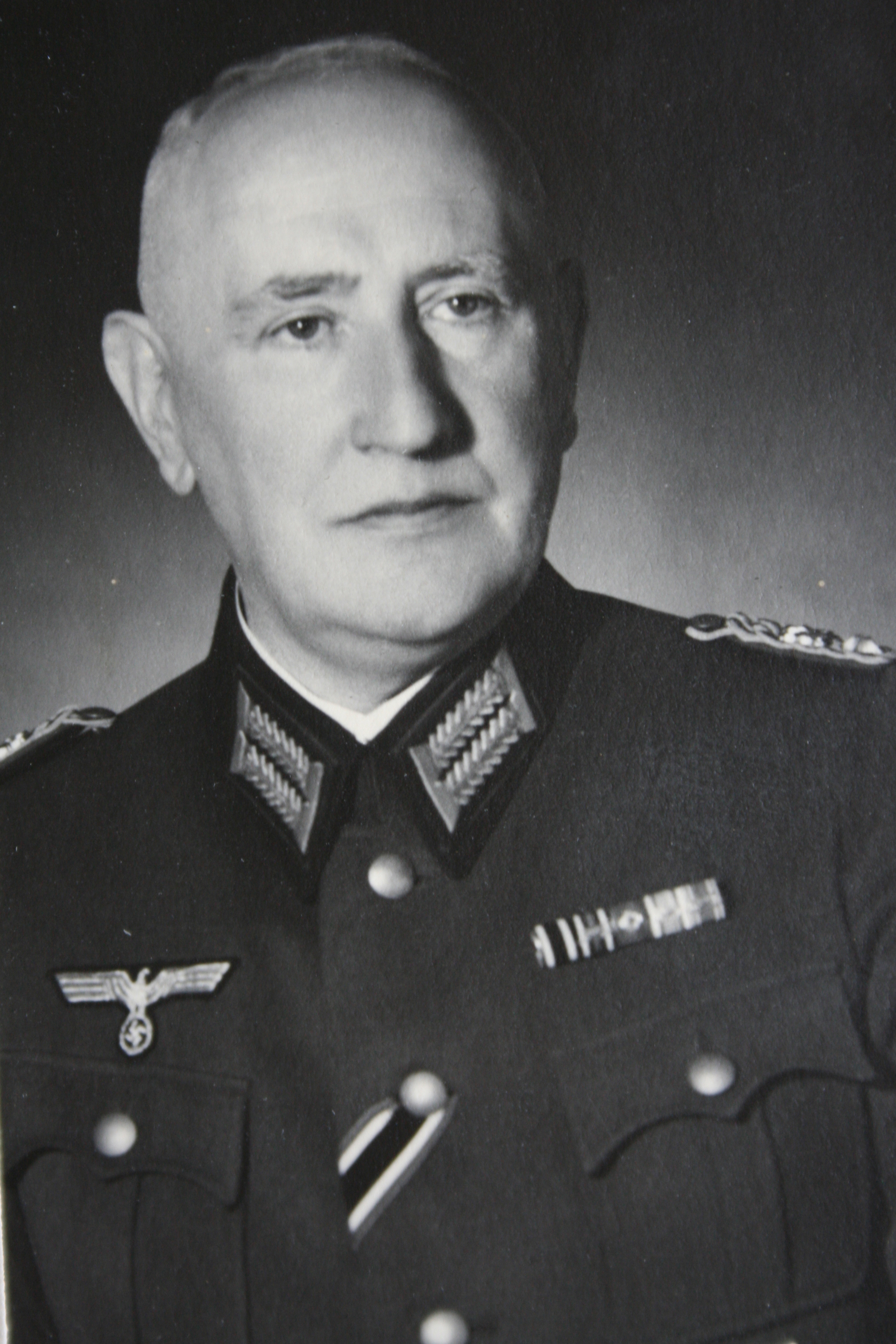
Oberstintendant der Wehrmacht (Heinrich Stolte)

In Deutschland bestand bei jedem Armeekorps eine Korps-, bei jeder Division eine Divisionsintendantur. An der Spitze der ersteren stand ein Korpsintendant, welcher direkt dem Militär-Ökonomiedepartement des Kriegsministeriums unterstellt ist. Die Vorstände der Divisionsintendanturen waren ihm untergeordnet, sonst selbständig in ihrem Geschäftsbereich. Diese Behörden waren hinsichtlich der militärischen Anordnungen den Kommandierenden Generalen, respektive Divisionskommandeuren unterstellt. 
Den Geschäften nach war jede Korpsintendantur eingeteilt in vier Sektionen und zwar für
- Kassen- und Etatswesen: also Geldversorgung der Truppen und Rechnungslegung;
- Naturalverpflegungs-, Reise- und Vorspannangelegenheiten: Ihr oblag das Abschließen von Verträgen über die Lieferungen von Mehl, Brot, Furage etc. in den Garnisonen, der Biwak- und Marschbedürfnisse sowie der Kontrolle der Proviantämter, Magazine, Bäckereien usw. im Korpsbereich;
- Dienst- und Lazarettwesen: besorgte die Unterbringung der Truppen, die Einrichtung, Erhaltung und Ausstattung der Dienstwohnungen, Kasernen, Lazarette, Schießplätze usw.;
- Bekleidungs- und Trainangelegenheiten: beschaffte und überwachte die Friedens- und Feldausrüstung der Truppen.

Bei den Divisionen befasste sich die Intendantur im Frieden nur mit dem Kassen- und Bekleidungswesen der Truppen, die Geschäfte der anderen Sektionen waren für den Korpsbereich vereinigt. Bei der mobilen Armee wurde die gesamte Bewirtschaftung von einem Generalintendanten als Stellvertreter des Militär-Ökonomie-Departements geleitet; ihm waren die Armeeintendanten der gesondert operierenden Armeen unterstellt. Bei jedem Armee-Korps stand ein Feldintendant, dem die Feldintendanturen der Divisionen, der Korpsartillerie, die Kriegskasse, Feldproviantämter, das Feldbäckereiamt, die Feldlazarette und die Feldpost, letztere beiden jedoch nur in Verwaltungsangelegenheiten, untergeordnet waren.

## Generalintendant
Generalintendant (Gen.Int.) war die Bezeichnung für den Chef des Feldintendanturwesens im Ersten Weltkrieg. Er unterstand dem Generalquartiermeister, stand im Großen Hauptquartier und leitete das Verpflegungswesen des Feldheeres. Die Uniform der Generalintendanten ähnelte der der Generäle. Die Kragenspiegel waren nicht rot, sondern grün; die Larisch-Stickerei war wie bei den Generälen gold. Die Schulterstücke mit den Rangsternen waren gold geflochten wie bei Generälen, jedoch mit grüner Unterlage und den Abzeichen HV für Heeresverwaltung. Die übrige Uniformierung war wie bei den Generälen der Reichswehr: Mütze mit Sturmriemen bis 1927, danach mit goldener Kordel.
In Reichswehr und später bis Mai 1944 in der Wehrmacht konnten die Beamten, welche Verwaltungsaufgaben dort übernommen hatten, „Beamte im Generalsdienstgrad“ werden. Mit der Einführung des Truppensonderdienstes (TSD) im Mai 1944 wurden die Beamten in einen Offiziersdienstgrad überführt, durften die Uniformen der jeweiligen Truppengattung tragen und erhielten je nach Truppengattung auch eine eigene Waffenfarbe. Mit dieser Umstellung entsprach im Heer z. B. der Generaloberstabsintendant einem Generalleutnant. Die Verwaltungsoffiziere im Truppensonderdienst hatten auf den Schulterstücken einen Merkurstab, wobei dieser für Heer und Luftwaffe durch eine hellblaue und für die Kriegsmarine durch eine kornblumenblaue Waffenfarbe ergänzt wurde. Wehrmachtrichter trugen ein Gerichtsschwert auf den Schulterstücken, eine weinrote Waffenfarbe für Heer und Luftwaffe und eine karminrote Waffenfarbe für die Kriegsmarine. 
Die Rangfolge in Heer, Luftwaffe und Kriegsmarine lautete
1. Generaloberstabsintendant, Admiraloberstabsintendant (bis Mai 1944 vergleichbar mit OF8, Dreistern-Rang): Beispiele Richard Plagemann, Franz Kleberger, Hanns Benda (Marine)
2. (Marine-)Generalstabsintendant, Admiralstabsintendant (bis Mai 1944 vergleichbar mit OF7, Zweistern-Rang): Beispiele Arthur Meyer, Wolfgang Höfeld (Luftwaffe), Fritz Nobe (Marine), Karl Küthe (Heer)
3. (Marine-)Generalintendant, Admiralintendant (bis Mai 1944 vergleichbar mit OF6, Einstern-Rang): Beispiele Gerhard Loosch, Reinhard Winterhoff (Luftwaffe), Adolf Möller (Marine)
4. Marineintendant/Oberstintendant (bis Mai 1944 vergleichbar mit OF5, Oberst oder Kapitän zur See); Nebenwaffenfarbe gemäß Verwendung; Beispiel Wolfgang Mülberger (Luftwaffe)
5. (Marine-)Oberintendanturrat (bis Mai 1944 vergleichbar mit OF4, Oberstleutnant oder Fregattenkapitän); Nebenwaffenfarbe gemäß Verwendung